# Chromadorella filiformis
Chromadorella filiformis är en rundmaskart som först beskrevs av Bastian 1865.  Chromadorella filiformis ingår i släktet Chromadorella och familjen Chromadoridae. Arten är reproducerande i Sverige. Inga underarter finns listade i Catalogue of Life.